# Uldin
Uldin, Uldiz ou Uldes, roi des Huns (390-410). Il est probablement le fils de Balamder.
Son territoire s'étend au nord du Danube. Il semble avoir été en bons termes avec l'empire romain. Il s'empara du général goth, Gaïnas, alors en fuite sur son territoire, le décapita et renvoya sa tête à l'empereur Arcadius à Constantinople en décembre 400 afin de confirmer les bonnes relations entre les deux États. Il permit aussi à Stilicon de recruter des auxiliaires hunniques en 405 pour contrer les Vandales de Radagaise.
Il se heurta ensuite à l'Empire romain d'Orient en tentant de forcer les frontières danubiennes.
Uldin (vers 340 - vers 410) est considéré comme le meneur des royaumes huns de « l'Ouest », dont les frontières atteignaient presque le Lac Balkhach, en Asie. En 404 — 405, et, essentiellement, en 409, en traversant le Danube, il prouva à Byzance que la menace hunnique n'avait pas encore décru, et selon des sources grecques, il s'était signalé en assénant au gouverneur de Thrace venu pour des négociations de réconciliation : « je peux soumettre tout endroit jusqu'au point où le soleil se couche ». Après la mort d'Uldin (vers 410), ce fut Karaton qui domina le royaume des Huns.